# Biassono

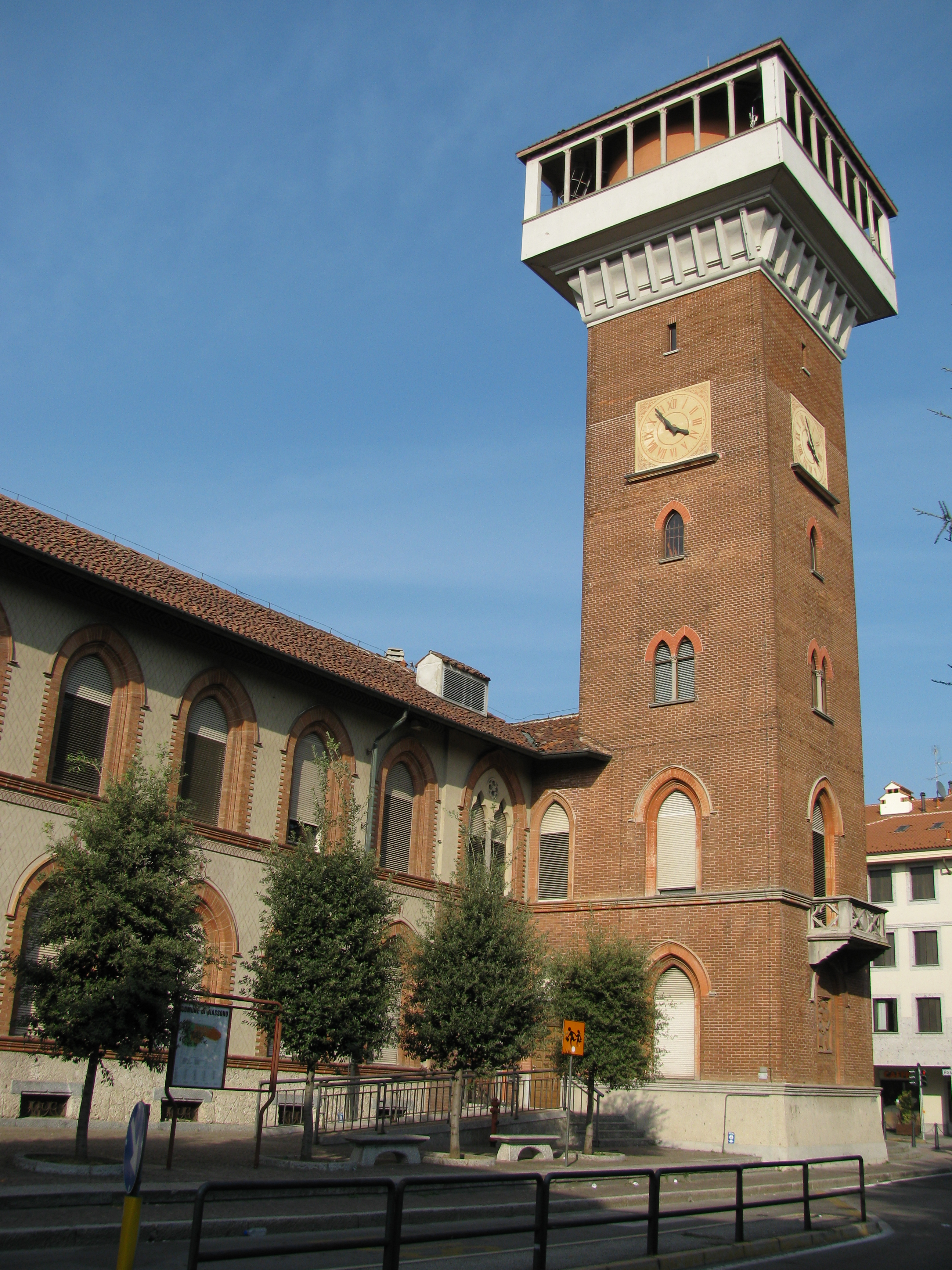
Torre dell'acquedotto (Biassono - MI)

Biassono là một đô thị ở tỉnh Monza và Brianza thuộc vùng Lombardia của Italia, khoảng 20 km về phía đông bắc của Milano. Đến thời điểm 31 tháng 12 năm 2004, dân số đô thị này là 11.269 người, diện tích là 4,8 km².
Đô thịBiassono có các frazione (đơn vị cấp dưới) San Giorgio.
Biassono giáp các đô thị: Lesmo, Arcore, Macherio, Lissone, Monza, Vedano al Lambro, Villasanta.